# 墨綠平鮋
墨綠平鮋為輻鰭魚綱鮋形目鮋亞目平鮋科的其中一種，為亞熱帶海水魚，分布於東太平洋美國加州中部Sonoma郡至墨西哥下加利福尼亞海域，棲息深度可達46公尺，體長可達53公分，棲息在岩石底質海藻床\，卵胎生，幼魚為浮游性，生活習性不明。